# Pseudanaphes hirtus
Pseudanaphes hirtus är en stekelart som beskrevs av John S. Noyes och Valentine 1989. Pseudanaphes hirtus ingår i släktet Pseudanaphes och familjen dvärgsteklar. Inga underarter finns listade i Catalogue of Life.